# Pierre-Alain Giraud
Pierre-Alain Giraud, né en 1982, est un réalisateur, monteur et vidéaste français.

## Biographie
En 2013, il suit en tournée les musiciens Ben Frost, Valgeir Sigurðsson, Nico Muhly et Sam Amidon pour réaliser le long métrage documentaire Everything, Everywhere, All the time,,.
Il collabore avec Valgeir Sigurðsson sur plusieurs projets, dont la réalisation du clip animé Winter Sleep et les visuels de son opéra Wide Slumber,.
Il travaille comme monteur sur plusieurs longs-métrages documentaires et courts métrages, Brochet comme le poisson et La reine s'évade d'Anne Brochet, In Limbo d'Antoine Viviani et Les enfants des mille jours produit par Iskra,,,,,.
En 2016, il réalise les films pour la pièce de théâtre L'Empire des Lumières avec Moon So-Ri en interprète principale, mise en scène par Arthur Nauzyciel,.
Il réalise en janvier 2018 un film pour Sigur Rós, présenté au festival des lumières de Reykjavík, avec la compagnie de danse islandaise.
En 2018, il collabore à nouveau avec Arthur Nauzyciel et Valérie Mréjen en co-écrivant une nouvelle adaptation de La Dame aux camélias pour le théâtre et réalise des films projetés sur scène lors des représentations,,.
Il réalise les vidéos pour la pièce de théâtre Noire d’après Noire – La Vie méconnue de Claudette Colvin de Tania de Montaigne, adaptée et mise en scène par Stéphane Foenkinos,.
Il réalise en 2019 avec Antoine Viviani une installation immersive Solastalgia, sélectionnée en 2020 au festival du film de Sundance. Il réalise avec Stéphane Foenkinos une seconde installation immersive à partir du texte Noire de Tania de Montaigne, qui est d'abord présentée en 2023 au Centre Pompidou puis au festival du film de Tribeca. Noire remporte le prix de la meilleure œuvre immersive au Festival de Cannes 2024,. 
Il collabore avec Björk en réalisant avec Gabríela Friðriksdóttir le clip de la chanson Victimhood, sorti le 5 septembre 2023, tiré de l'album Fossora.

## Filmographie

### Réalisateur
- 2010 : Winter Sleep (clip musical)
- 2010 : A portrait of you (court-métrage)[27]
- 2011 : Everything, Everywhere, All the time[28]
- 2018 : Örævi[29]
- 2019 : L'empire des Lumières (court-métrage)[30], Festival de cinéma de la ville de Québec 2019, Kaohsiung Film Festival Taiwan 2019
- 2020 : Solastalgia co-réalisé avec Antoine Viviani[31]
- 2022 : Rêve de mouette, co-réalisé avec Anne Brochet (documentaire)
- 2023 : Noire, la vie méconnue de Claudette Colvin,co-réalisé avec Stéphane Foenkinos[32],[33],[34], Centre Pompidou 2023
- 2023 : Victimhood, clip musical de Björk

### Monteur
- 2013 : Les enfants des 1 000 jours[35] de Jaco Bidermann et Claudia Soto Mansilla
- 2014 : Brochet comme le poisson de Anne Brochet
- 2016 : In Limbo de Antoine Viviani

### Mise en scène en réalité augmentée
- Noire, adaptation immersive de la vie de Claudette Colvin en réalité augmentée par Stéphane Foenkinos et Pierre-Alain Giraud avec Tania de Montaigne en 2023 au Centre national d'art et de culture Georges-Pompidou[36]

## Distinctions
- 2024 : Prix de la meilleure œuvre immersive au Festival de Cannes 2024, pour Noire
- 2024 : Thea Awards for Outstanding Achievement, Extended Reality Exhibit, pour Noire
- 2024 : Creative Advocacy Jury Prize, Sima Awards 2024, pour Noire
- 2024 : Prix de la meilleure expérience immersive au Luxembourg City Film Festival, pour Noire